# Elaphria jalapensis
Elaphria jalapensis là một loài bướm đêm trong họ Noctuidae.